# John Robartes (4e comte de Radnor)
John Robartes (1686-15 juillet 1757) est le 4e comte de Radnor, contemporain et voisin d'Alexander Pope et Horace Walpole. 

## Biographie
Il est né à Londres en 1686. Il est le fils de Francis Robartes et de sa deuxième épouse, Lady Anne, la veuve de Hugh Boscawen de Tregothnan et la fille de Wentworth FitzGerald (17e comte de Kildare) . Il fait ses études au Collège d'Eton et au Christ's College, à Cambridge. 
Il achète le bail d'une maison, appelée plus tard Radnor House, qui aurait été construite vers 1673 à Strawberry Hill, près de Twickenham et y aurait vécu de 1722 jusqu'à sa mort . En 1741, à la mort de son cousin Henry, il hérite du titre de comte de Radnor. Il embellit la maison dans un Style néogothique et orne les jardins de statues. Son belvédère et son pavillon d'été sont aujourd'hui à Radnor Gardens. Horace Walpole qualifie la propriété de Mabland dans une lettre à Richard Bentley, une référence moqueuse à la décoration ornée des jardins contemporains de Marylebone . Certains observateurs croient que Walpole est piqué par l'anticipation de son voisin quant à ses propres ambitions architecturales, et son embellissement de Strawberry Hill House . 
Alexander Pope vit à proximité, leurs deux propriétés respectives étant peut-être séparées par une ou deux petites maisons intermédiaires. Robartes est témoin du testament de Pope, tandis que Pope contresigne un bail de Robartes, preuve que les deux sont en bons termes au cours de leurs 22 années de voisinage . 
Il est élu membre de la Royal Society en 1732 . 
À l'intérieur de la maison, Robartes construit une collection d'œuvres d'art, notamment The Old Horse Guards de Canaletto qui appartient maintenant à la Fondation Andrew Lloyd Webber . La collection comprend également des œuvres de Meindert Hobbema et des peintures de Samuel Scott . On attribue à Robartes la commande à Peter Tillemans View of Richmond de Twickenham Park, c. 1720 . Robartes lui-même fait l'objet d'un portrait, c. 1741, attribuée au cercle de Thomas Hudson, qui devient plus tard un autre voisin à Cross Deep ,. 
Il décède célibataire le 15 juillet 1757, à l'âge de 71 ans. Avec sa mort, les titres de comte de Radnor et de baron Robartes disparaissent. Il lègue la maison et une grande partie de sa collection d'œuvres à son intendant, Frederick Atherton Hindley, le Canaletto et le Hobemma à James Harris et deux tableaux de Scott à Richard Owen Cambridge . 